# Сирогојно
Сирогојно је насеље у Србији у општини Чајетина у Златиборском округу. Према попису из 2022. било је 539 становника.

## Географија
Сирогојно се налази у источном делу Златибора. Развило се око цркве подигнуте почетком 19. века, а затим и око школе, задруге, сеоских кафана и пекара. Црква Светих Петра и Павла саграђена је 1821. године и стављена је под заштиту државе. У њој се чувају многе вредности, попут врата у дуборезу и више икона из 19. века, а на њеним зидовима су уписана имена изгинулих ратника из Првог свјетског рата.
Подручје Сирогојна, ком припадају и села Дренова, Жељине, Трнава и Чичкова, има поприлично спомен-обележја из Другог свјетског рата. Споменик на Владајама, биста проте Милана Смиљанића, спомен плоча на згради школе у Трнави у којој је учио народни херој Саво Јовановић Сирогојно и родна кућа овог хероја у Трнави само су неки од њих. Овде се налази ОШ „Саво Јовановић Сирогојно” Сирогојно.
У Сирогојну се налази и етно-село, Музеј на отвореном „Старо село“ представља скупину златиборских кућа и пропратних дрвених зграда, скупљених са свих страна Златибора.
Чувене су и сирогојнске плетиље, чији џемпери од овчије вуне се продају и у Европи и њима у част отворен Музеј плетиља, отворен 2008. године. Током сезоне, овде се организују ликовни, књижевни, музички и други сусрети, изложбе, предавања и летње школе.
- Спомен биста проте Милана Смиљанића
- Музеј плетиља
- Зграда школе

## Демографија
У насељу Сирогојно живи 643 пунолетна становника, а просечна старост становништва износи 43,8 година (42,7 код мушкараца и 44,9 код жена). У насељу има 232 домаћинства, а просечан број чланова по домаћинству је 3,29.
Ово насеље је великим делом насељено Србима (према попису из 2002. године), а у последња три пописа, примећен је пад у броју становника.
|  |

| Демографија | Демографија | Демографија |
| Година      | Становника  | Становника  |
| ----------- | ----------- | ----------- |
| 1948.       | 1.055       |             |
| 1953.       | 1.129       |             |
| 1961.       | 1.099       |             |
| 1971.       | 962         |             |
| 1981.       | 890         |             |
| 1991.       | 844         | 844         |
| 2002.       | 763         | 763         |

| Етнички састав према попису из 2002.‍ | Етнички састав према попису из 2002.‍ | Етнички састав према попису из 2002.‍ | Етнички састав према попису из 2002.‍ | Етнички састав према попису из 2002.‍ |
| ------------------------------------ | ------------------------------------ | ------------------------------------ | ------------------------------------ | ------------------------------------ |
|                                      |                                      |                                      |                                      |                                      |
| Срби                                 | Срби                                 |                                      | 762                                  | 99,86%                               |
| Руси                                 | Руси                                 |                                      | 1                                    | 0,13%                                |
| непознато                            | непознато                            |                                      | 0                                    | 0,0%                                 |

| \| \| м \| \| \| ж \| \| ? \| 1 \| \| \| 2 \| \| 80+ \| 15 \| \| \| 18 \| \| 75—79 \| 12 \| \| \| 21 \| \| 70—74 \| 23 \| \| \| 27 \| \| 65—69 \| 26 \| \| \| 29 \| \| 60—64 \| 16 \| \| \| 23 \| \| 55—59 \| 16 \| \| \| 17 \| \| 50—54 \| 38 \| \| \| 33 \| \| 45—49 \| 43 \| \| \| 35 \| \| 40—44 \| 22 \| \| \| 16 \| \| 35—39 \| 22 \| \| \| 23 \| \| 30—34 \| 26 \| \| \| 20 \| \| 25—29 \| 30 \| \| \| 29 \| \| 20—24 \| 23 \| \| \| 16 \| \| 15—19 \| 27 \| \| \| 24 \| \| 10—14 \| 18 \| \| \| 13 \| \| 5—9 \| 11 \| \| \| 21 \| \| 0—4 \| 15 \| \| \| 12 \| \| Просек : \| 42,7 \| \| \| 44,9 \| |      |  |  |      |
| |      |  |  |      |
| | м    |  |  | ж    |
| ? | 1    |  |  | 2    |
| 80+ | 15   |  |  | 18   |
| 75—79 | 12   |  |  | 21   |
| 70—74 | 23   |  |  | 27   |
| 65—69 | 26   |  |  | 29   |
| 60—64 | 16   |  |  | 23   |
| 55—59 | 16   |  |  | 17   |
| 50—54 | 38   |  |  | 33   |
| 45—49 | 43   |  |  | 35   |
| 40—44 | 22   |  |  | 16   |
| 35—39 | 22   |  |  | 23   |
| 30—34 | 26   |  |  | 20   |
| 25—29 | 30   |  |  | 29   |
| 20—24 | 23   |  |  | 16   |
| 15—19 | 27   |  |  | 24   |
| 10—14 | 18   |  |  | 13   |
| 5—9 | 11   |  |  | 21   |
| 0—4 | 15   |  |  | 12   |
| Просек : | 42,7 |  |  | 44,9 |

| Година пописа     | 1948. | 1953. | 1961. | 1971. | 1981. | 1991. | 2002. |
| ----------------- | ----- | ----- | ----- | ----- | ----- | ----- | ----- |
| Број домаћинстава | 187   | 192   | 215   | 227   | 241   | 234   | 232   |

| Број чланова      | 1  | 2  | 3  | 4  | 5  | 6  | 7 | 8 | 9 | 10 и више | Просек |
| ----------------- | -- | -- | -- | -- | -- | -- | - | - | - | --------- | ------ |
| Број домаћинстава | 38 | 63 | 26 | 50 | 26 | 17 | 7 | 5 | 0 | 0         | 3,29   |

| Пол    | Укупно | Неожењен/Неудата | Ожењен/Удата | Удовац/Удовица | Разведен/Разведена | Непознато |
| ------ | ------ | ---------------- | ------------ | -------------- | ------------------ | --------- |
| Мушки  | 340    | 101              | 215          | 23             | 1                  | 0         |
| Женски | 333    | 53               | 213          | 58             | 7                  | 2         |
| УКУПНО | 673    | 154              | 428          | 81             | 8                  | 2         |

| Пол    | Укупно                    | Пољопривреда, лов и шумарство | Рибарство                            | Вађење руде и камена | Прерађивачка индустрија       |
| ------ | ------------------------- | ----------------------------- | ------------------------------------ | -------------------- | ----------------------------- |
| Мушки  | 197                       | 84                            | 0                                    | 0                    | 51                            |
| Женски | 144                       | 51                            | 0                                    | 0                    | 49                            |
| Укупно | 341                       | 135                           | 0                                    | 0                    | 100                           |
|        |                           |                               |                                      |                      |                               |
| Пол    | Производња и снабдевање   | Грађевинарство                | Трговина                             | Хотели и ресторани   | Саобраћај, складиштење и везе |
| Мушки  | 1                         | 13                            | 15                                   | 7                    | 3                             |
| Женски | 0                         | 0                             | 11                                   | 5                    | 1                             |
| Укупно | 1                         | 13                            | 26                                   | 12                   | 4                             |
|        |                           |                               |                                      |                      |                               |
| Пол    | Финансијско посредовање   | Некретнине                    | Државна управа и одбрана             | Образовање           | Здравствени и социјални рад   |
| Мушки  | 0                         | 1                             | 2                                    | 8                    | 2                             |
| Женски | 1                         | 2                             | 0                                    | 4                    | 7                             |
| Укупно | 1                         | 3                             | 2                                    | 12                   | 9                             |
|        |                           |                               |                                      |                      |                               |
| Пол    | Остале услужне активности | Приватна домаћинства          | Екстериторијалне организације и тела | Непознато            | Непознато                     |
| Мушки  | 10                        | 0                             | 0                                    | 0                    | 0                             |
| Женски | 11                        | 0                             | 0                                    | 2                    | 2                             |
| Укупно | 21                        | 0                             | 0                                    | 2                    | 2                             |